# Allard
Allard byla britská automobilka z 20. století, kterou založil Sydney Allard.

## Historie

### Vznik

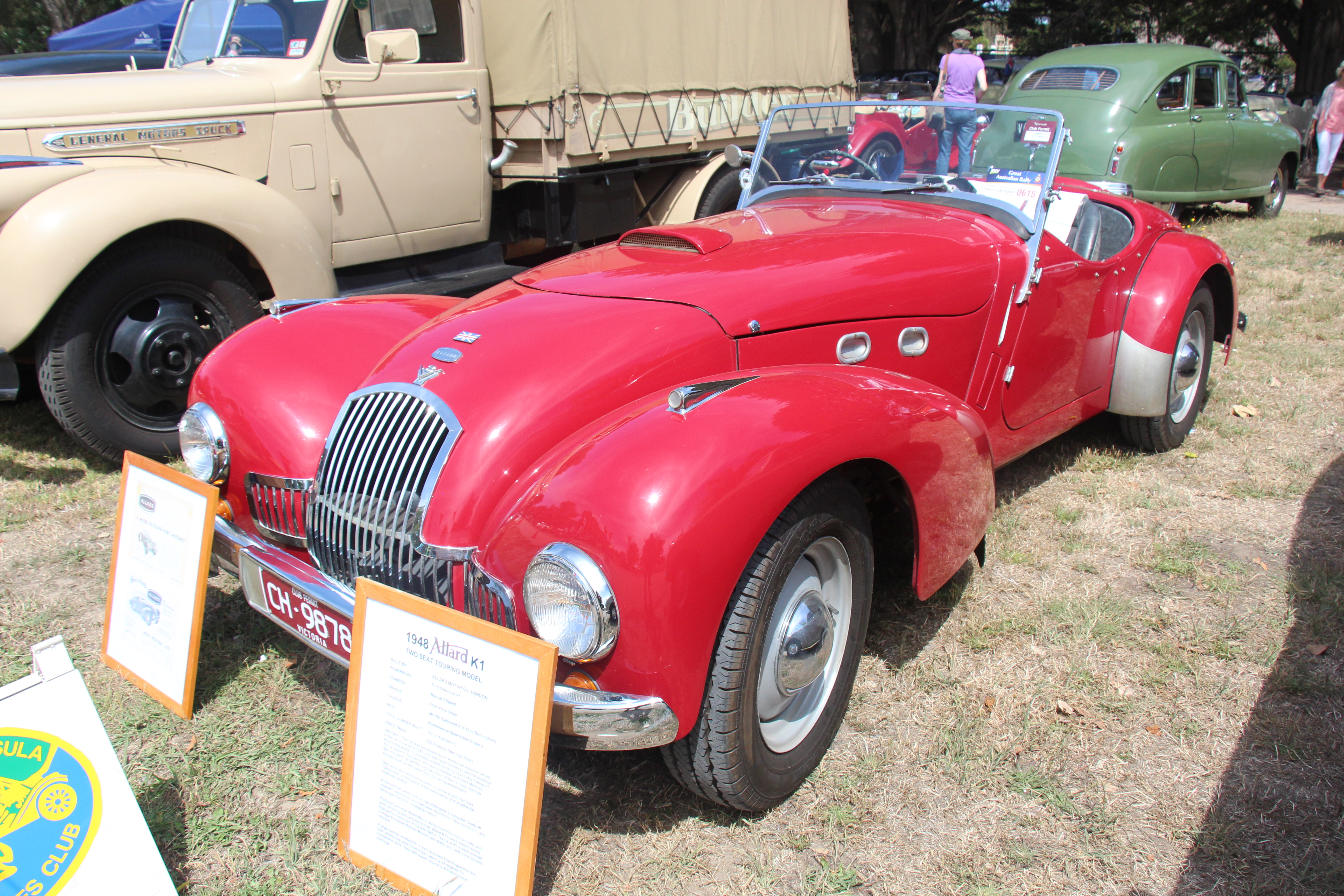
Allard K1 (1948)

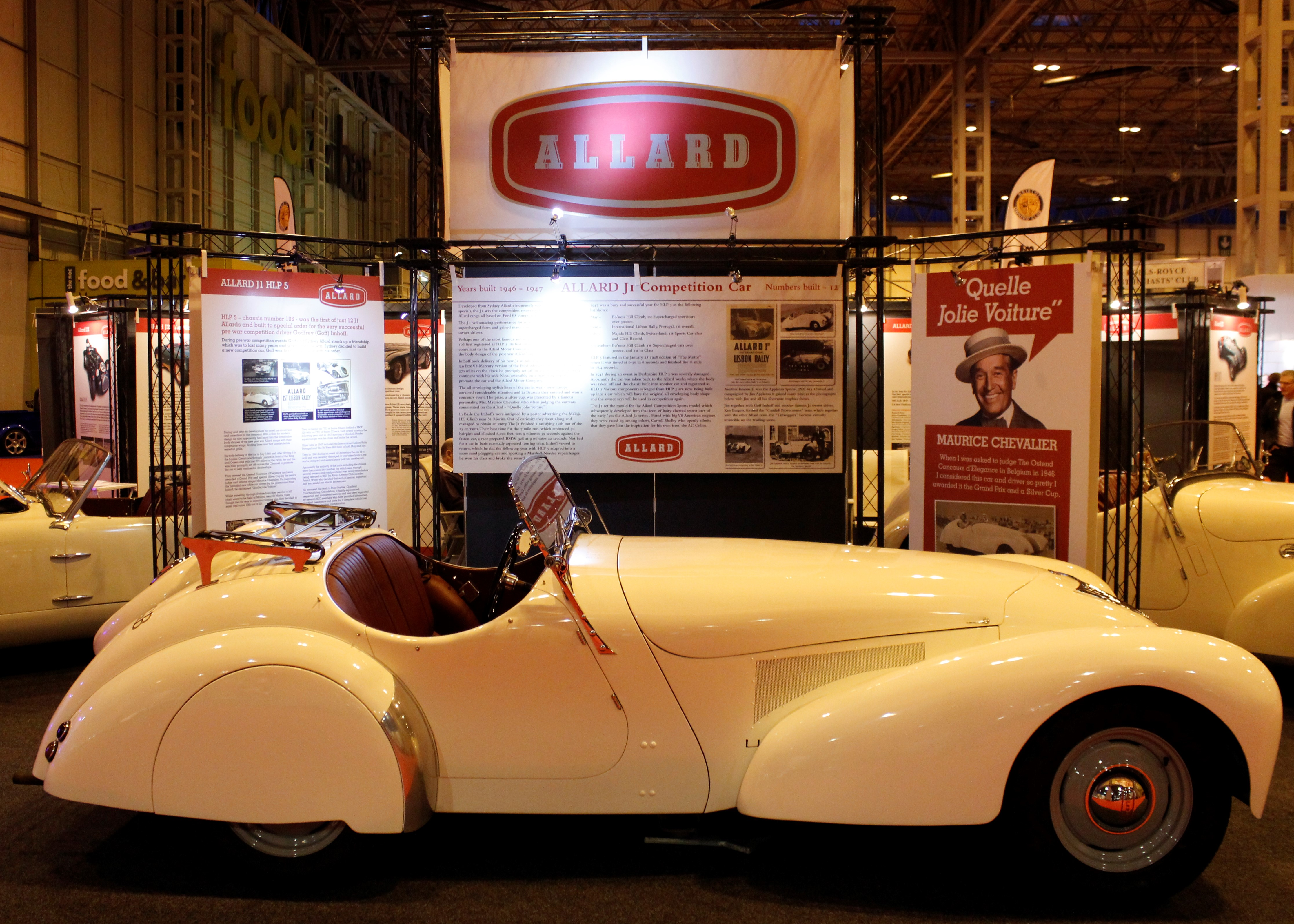
Allard J1

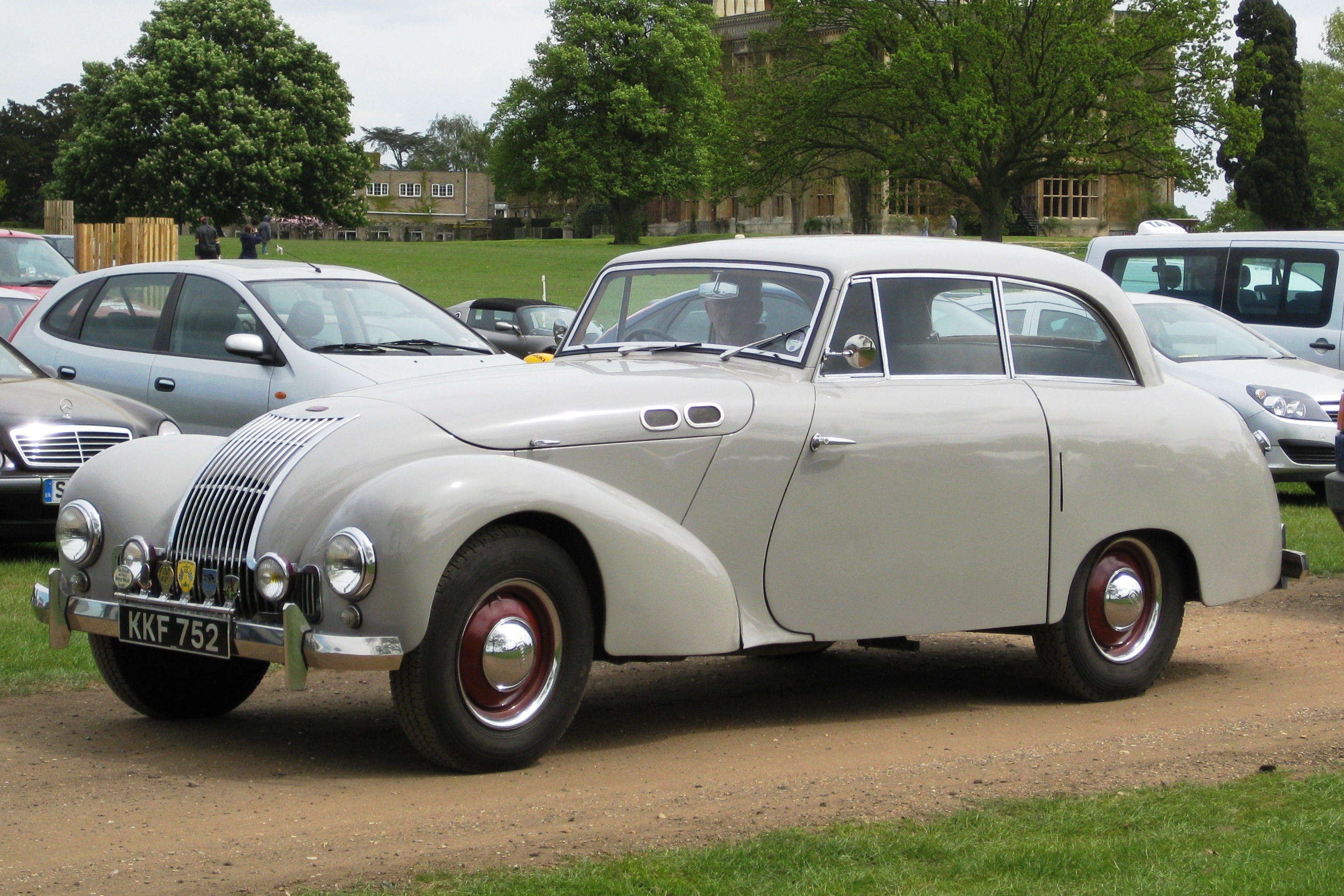
Allard P (1949)

Zakladatel Sydney Allard se narodil v roce 1910 v zámožné jiholondýnské rodině. V roce 1918 se začal učit jako automechanik v jednom servisu. Současně začal závodit na voze značky Morgan na trialových tratích. V roce 1919 začal závodit na závodních okruzích Brooklands a Donington Park.
První automobil se značkou Allard postavil v roce 1930. Byl to trialový speciál poháněný vidlicovým osmiválcem Ford, který vzbudil velký zájem veřejnosti. Snaha uspokojit poptávku po úspěšném vozidle vedla ve vybudování výrobní linky, která se během 2. světové války přeorientovala na produkci armádních vozidel.
V roce 1946 Allardova společnost vstoupila na trh s vozem Allard K1. Jednalo se o jednoduchý dvousedadlový otevřený vůz, jehož pohon zajišťoval vidlicový osmiválec Ford Pilot, vyvinutý dagenhamskou továrnou Ford pro vojenské užití. Druhým osmiválcovým motorem, montovaným do modelu K1, byl americký agregát Mercury. Zdvihový objem 3917 cm³ dosahoval výkonu 70,6 kW při 3800 ot./min. Do ukončení výroby v roce 1948 bylo vyrobeno 151 kusů K1. V této době ještě neexistovaly sítě dealerů s automobily na skladě a jejich produkce probíhala až na základě závazných objednávek. Odbyt firmy Allard přitom dosahoval výrobního maxima.
Ve stejném období 1946/48 byl souběžně s typem K1 vyráběn Allard L1, který představoval čtyřsedadlovou úpravu vozu K1. Konstruktéři dosáhli potřebného zvětšení prostoru prodloužením rozvoru náprav o 150 mm. Pohonnou jednotkou byl vidlicový osmiválec Mercury. Celkem bylo vyrobeno 191 exemplářů.
Další úpravou typu K1, tentokrát zkrácením rozvoru, vzniklo v letech 1947 a 1948 12 sportovních exemplářů označených Allard J1. Všechny byly vybaveny vidlicovým osmiválcovým agregátem Mercury.

### 1948 – 1951

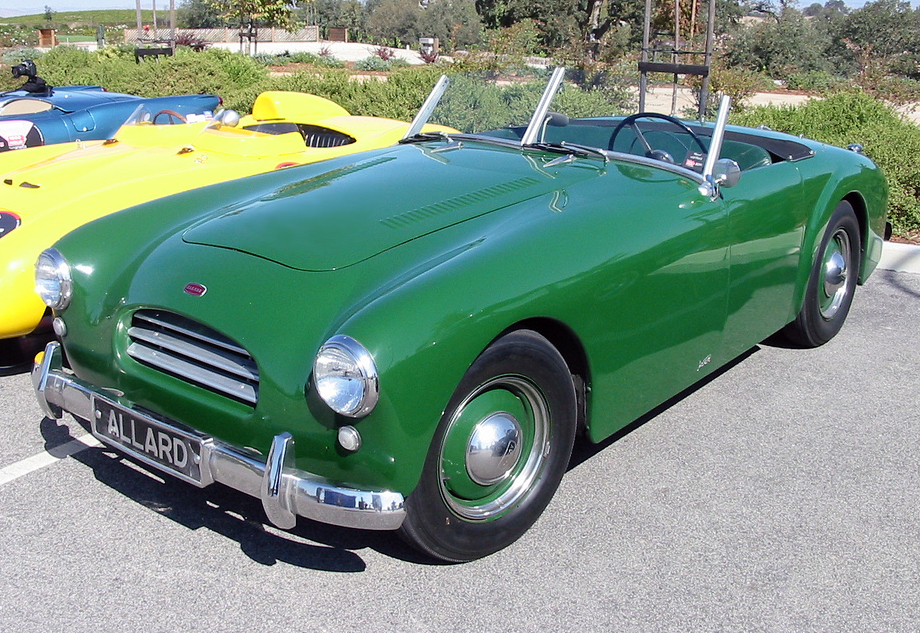
Allard K3 (1953)

Rok 1948 byl pro automobilku Allard nejúspěšnějším v celé její historii. Prodalo se celkem 432 vozů všech výrobních modelů, které navazovaly na předválečné trialové automobily Allard. Úspěšné prodejní bilance pak pokračovaly do roku 1952.
Dalším úspěšným vozem na trhu byl rodinný čtyřsedadlový kabriolet Allard M, opět vybavený motorem Mercury. Interiér byl tvořen kůží a dřevem. Od zahájení výroby typu M v roce 1947 do její ukončení v roce 1950 vzniklo přibližně 500 kusů.
Allard P představoval úpravu modelu M s karosérií limuzína, jehož výroba započala v roce 1949. Sydney Allard s tímto typem vyhrál Rallye Monte Carlo v roce 1952. Ve stejném roce byla ukončena i jeho výroba po dodání 559 vozů. Pod kapotou byl vidlicový osmiválec Mercury zdvihového objemu 3622 cm³ o výkonu 63,3 kW při 3600 ot./min.
Výlučně pro automobilové závody vzniklo v rozmezí let 1950/52 90 automobilů Allard J2. Původní vidlicový osmiválcový motor Cadillac objemu 5428 cm³ s výkonem 117,7 kW při 4200 ot./min bylo možno dle přání zákazníka od roku 1951 zaměnit za americké vidlicové osmiválce Ford, Mercury, nebo Chrysler.
Zdokonalením modelu K1 vzniklo od roku 1950 do roku 1952 celkem 119 vozů Allard K2 s atraktivnějšími splývavými liniemi. Pohonná jednotka V8 objemu 3622 cm³ poskytovala výkon 70,6 kW při 3800 ot./min.
Novější variantu typu J2 zase představovalo 83 vyrobených kusů Allard J2X. Tento typ vyráběný v letech 1952 až 1954 měl lehčí podvozek a vidlicový osmiválec Cadillac 5428 cm³ o výkonu 117,7 kW. Model J2X byl velmi oblíbený v USA.
Úpravou typu J2X dále vznikl Allard M2X na dále inovovaném a odlehčeném podvozku s rozvorem 2850 mm. pohon zajišťovaly vidlicové osmiválce Ford, Chrysler, Mercury, nebo Cadillac. Poptávka po tomto vozu však byla příliš nízká, což se odrazilo v celkové produkci pětadvaceti kusů, vyrobených v letech 1951/52.

### Poslední léta a zánik

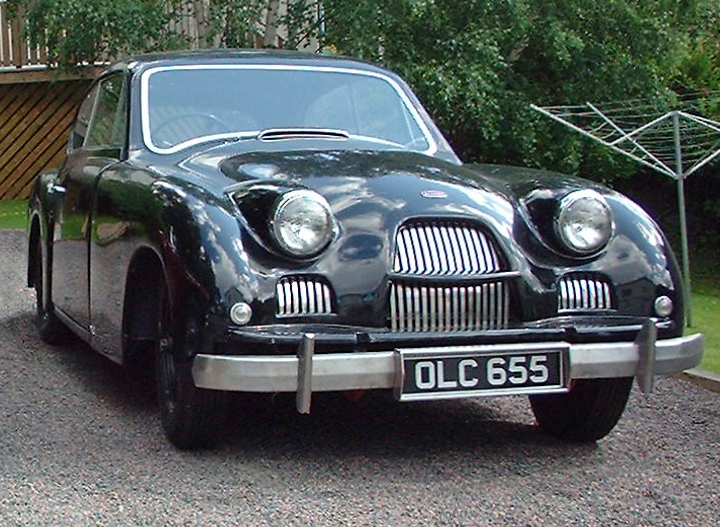
Allard P2 (1953) v Monte Carlu

Z typu M2X bylo dále odvozeno kupé Allard P2, rovněž známé pod názvem Monte Carlo. Zabudovaný vidlicový osmiválec Ford zdvihového objemu 3622 cm³ dosahoval výkonu 63,3 kW při 3600 ot./min. Od počátku výroby v roce 1952 do jejího ukončení v roce 1955 vzniklo 121 těchto automobilů.
Zcela nové tvary karoserie byly uplatněny u typu Allard K3, jehož 62 vyrobených exemplářů poháněly vidlicové osmiválce Ford. Výroba modelu K3 probíhala v letech 1952-1955.
Instalací menších britských šestiválců nebo čtyřválců Ford pod kapotu K3 vzniklo v letech 1952 až 1959 81 vozů Allard Palm Beach.
Pokus o návrat ke kořenům značky byl typ Allard J2R s vidlicovým osmiválcem Cadillac o výkonu 204,5 kW. V letech 1953 až 1955 však vzniklo pouze 7 těchto strojů.
Nízké prodeje vozů Allard po roce 1952 vedly majitele společnosti k pokusu o záchranu automobilky v podobě lidového ekonomického miniautomobilu Allard Clipper. Automobil s designem od Davida Gottlieba měl plastovou karoserii a poháněl jej dvouválcový motor o obsahu 346 cm³. Výroba probíhala v letech 1953 a 1954. Ani tento vůz na trhu neuspěl.
Posledním vyráběným modelem byl Allard Palm Beach Mk.II, který byl poháněn agregátem z vozu Jaguar XK 120. Celková produkce dosáhla během let 1956 až 1959 sedmi vozů.
Po roce 1955 stavěla společnost automobily jen na zakázku a v roce 1960 definitivně ukončila činnost.